# هيروكي بانداي
هيروكي بانداي (باليابانية: 萬代 宏樹) (19 فبراير 1986 في سنداي في اليابان – )؛ هو لاعب كرة قدم ياباني سابق كان يلعب كمهاجم.

## وصلات خارجية
- هيروكي بانداي على موقع رابطة كرة القدم اليابانية للمحترفين (اليابانية)
- هيروكي بانداي على موقع قاعدة بيانات كرة القدم.إي يو (الإنجليزية)
- هيروكي بانداي على موقع Soccerway.com (الإنجليزية)
- هيروكي بانداي على موقع عالم كرة القدم.نت (الإنجليزية)
- هيروكي بانداي على موقع كووورة